# Geografia da Fome
Geografia da Fome é um livro do geógrafo brasileiro Josué de Castro, publicado em 1946.
Nele o autor define o conceito de fome que utilizará em toda a sua obra, além de identificar as áreas de fome endêmica e epidêmica no Brasil. Nesse livro mostra o que o autor pensa sobre o problema da fome e como podemos resolvê-lo.[carece de fontes?]
Geografia da Fome já foi traduzido para mais de 25 idiomas.[carece de fontes?]
Na década de 1950, o cineasta italiano Roberto Rossellini, ideologicamente próximo do Comunismo, estava empenhado em realizar uma série de filmes abordando a fome em vários continentes e interessou-se em adaptar Geografia da Fome para o cinema.

## Prêmios
- Prêmio Pandiá Calógeras, da Associação Brasileira dos Escritores.[3]
- Prêmio José Veríssimo, da Academia Brasileira de Letras.[3]